# Manuel de Brigard Galindo
Manuel de Brigard y Galindo (Bogotá, República de la Nueva Granada, 1848-1 de septiembre de 1915) fue un general y político colombiano que sirvió como primer gobernador de los extintos Departamentos de Quesada y de Zipaquirá.
Fue nombrado por Rafael Reyes como primer gobernador del departamento de Quesada entre el 15 de junio de 1905 y el 10 de agosto de 1908 y se posesionó en el templo de Zipaquirá.
Fue hijo de Juan Bautista de Brigard y Bombroeski, nacido en Varsovia en 1792.